# Pschuuri
Der Pschuuri (Walserdeutsch, ungefähr wiederzugeben mit «Schwärzung») ist ein althergebrachter Brauch in Splügen (Gemeinde Rheinwald) im Rheinwald im Kanton Graubünden.

## Ablauf

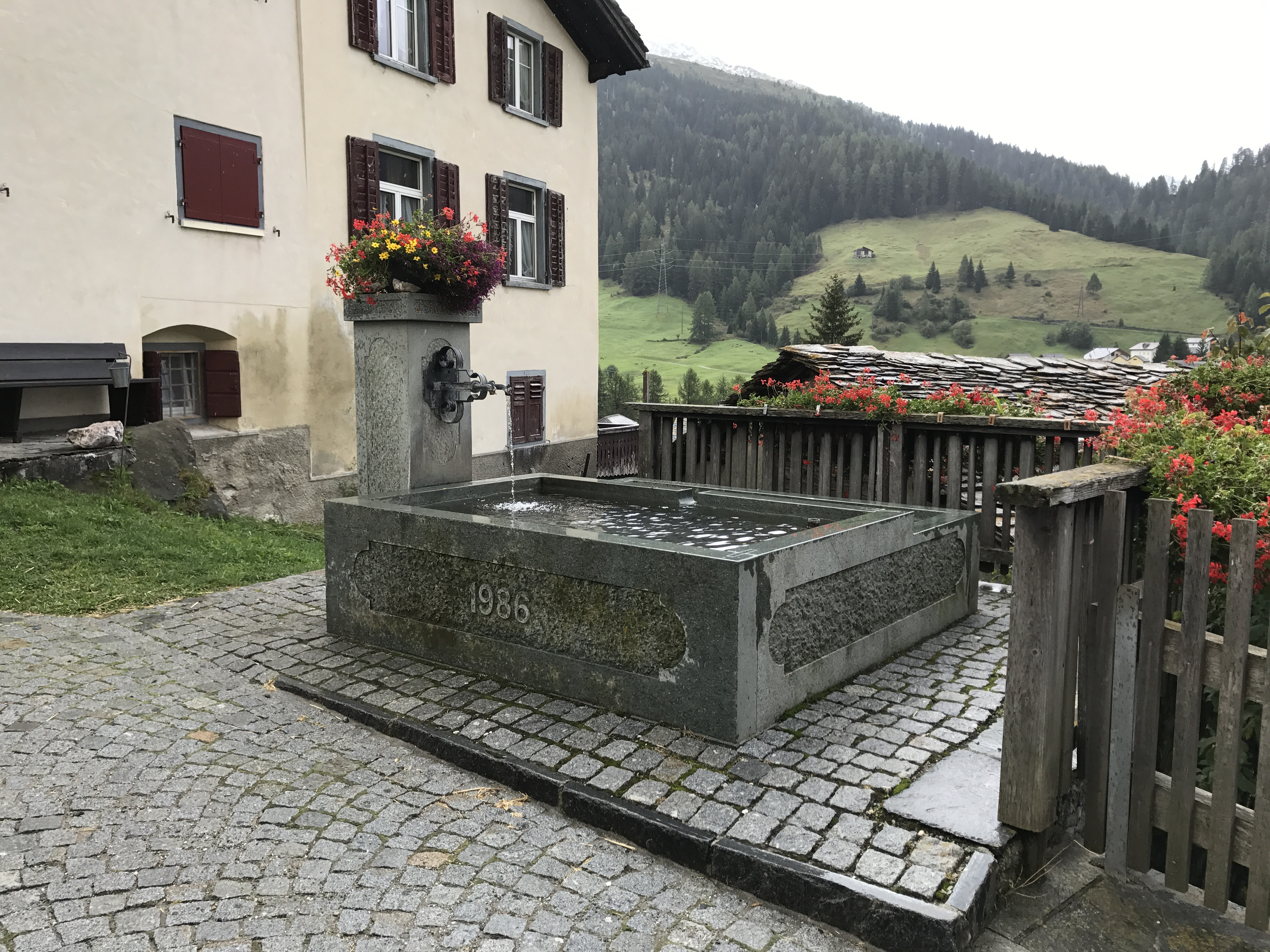
Dieser Brunnen im obersten Dorfteil ist der Ausgangspunkt des Pschuuri

Die Jungmänner des Dorfes, die sogenannten Pschuurirolli, versuchen am Aschermittwoch, Kindern und insbesondere jungen Mädchen das Gesicht mit Asche zu schwärzen. Um ihre Hüften tragen die Maskenträger mehrere kleine Glocken, die sie beim Herannahen kenntlich machen und den «Opfern» Gelegenheit zur Flucht geben.
Bis zum Sonnenuntergang muss die Schwärzung vollzogen sein. Dann endet das Gegeneinander der Geschlechter, und es bilden sich Paare, «Männli» und «Wibli». Diese ziehen als Bettler verkleidet und maskiert herum und suchen Einlass in die Häuser, um Eier zu erbetteln. Im Hintergrund steht womöglich ein archaisches heidnisches Fruchtbarkeitsritual, das die heiratsfähige Jugend aneinanderbinden soll.
Aus den Eiern wird dann mit Wein vermischt die «Resimäda» zubereitet und als Festmahl gemeinschaftlich verzehrt.